# Contea di Xide
La contea di Xide (喜德县S, Xĭdé XiànP) è una contea della Cina, situata nella provincia di Sichuan e amministrata dalla prefettura autonoma Yi di Liangshan.